# Ladislav Maria Wagner
Ladislav Maria Wagner (* 27. června 1945, Nitra) je český malíř, grafik, básník a spisovatel.

## Život
Pochází z rodiny jaroměřského rodu malířů, kameníků a sochařů. Na počátku 60. let mu byla tehdejším režimem znemožněna studia, v letech 1963–1967 tedy studoval soukromě v ateliéru G. Bortha. Vedle práce v ateliéru pak sedm let pracoval také jako havíř. V rámci perzekuce byl opakovaně vězněn či nuceně hospitalizován v psychiatrických ústavech. I přes tyto těžkosti se od 70. let 20. století stále intenzivněji zabýval uměleckou tvorbou. V Ostravské anabázi navázal blízký kontakt s básníkem a teoretikem umění Petrem Holým a stýkal se také s Bohumilem Slánským a Jindřichem Chalupeckým.
Wagner se věnuje experimentální tvorbě a jeho obrazy jsou součástí mnoha státních i soukromých sbírek. Od roku 1968 připravil celkem 127 výstav v zahraničí a 96 výstav v Československu a České republice.[zdroj?] Získal také významná ocenění doma i v cizině a je čestným členem několika prestižních institucí. V roce 2002 byl jmenován konzulem International classe homme d'art Faubourien.[zdroj?] O rok později obdržel Cenu Evropské unie umění a byl zapsán do Almanachu Evropské kultury.
V současné době malíř žije a pracuje převážně v Hajanech na Strakonicku, příležitostně tvoří i ve Španělsku či ve Francii. Věnuje se též literární tvorbě.

## Dílo
- Sbírka galerie L'eco, Mexico City, obrazy „Experiment XII“ a „Experiment XVIII“
- Catol - Center, Los Angeles, „Antecedens IX“, triptych
- Katedrála Sv. Trojice, freska „Dvojitý kříž“, Vanahin
- Foyer studia RT Geél, Paříž, obraz „Accusatrix II“
- Sbírka muzea, zámek Frýdek
- Atéra Bogen, freska Slunce, Séte
- Sbírka Masarykovy akademie umění, Praha, obrazy „Pocta“ a „Tanec II“
- Villa La luna, Pollenca, Mallorca, „Číňan v Barceloně“ (s A.G. Toppem)
- Fond národního majetku ČR, Praha, „Japonská tyčinka II“, „Padlý anděl“ a „Relikvie“
- Česká národní banka, České Budějovice, „Experiment E“ – cyklus 6 obrazů
- Stadtgemeinde Vöcklabruck, obraz „Dialog“
- Landrat Passau, sbírka, obraz „Falešná hra“
- Eternit Werke Vöcklabruck, freska „Holubí píseň“
- Stadtgemeinde Hauzenberg, obraz „Ticho“
- Sbírka Noiret - Darenié, Marseille, „Blok I.“ a „Blok II“
- Sbírka České pojišťovny, Praha, „Jizva“, „Geneze I.“ a „Geneze II“
- Villa Russel, Brémy, sbírka kreseb „Na druhé straně rozumu“
- Sbírka Europské unie umění, Praha, obraz „Faethon“
- Ministerstvo financí ČR obraz „Víra“

## Ocenění
- 1882 – Hopperova cena, Los Angeles
- 1993 – Diplom a čestné členství Masarykovy akademie umění, Praha
- 1994 – Zlatá medaile – Cena Masarykovy akademie umění
- 1995 – Cena Česko-bavorského spolku umění
- 1995 – Stříbrná medaile mezinárodní výstavy Arquimides, Mexico City
- 1996 – Cena Salvadora Daliho de Pueblo
- 1998 – 1. cena Carte G, Sao Paulo
- 2003 – Cena Evropské unie umění za výtvarnou činnost

Od r. 2004 prezident European institute art foundation WILEMS.

## Významnější výstavy
- 1996 – Design-Center v Linci
- 1997 – Bavorské národní muzeum Asbach
- 1997 – Muzeum moderního umění nadace Ludwig ve Vídni
- 1998 – Muzeum moderního umění – galerie Maracá, Rio de Janeiro
- 2000 – Křížová chodba a Rytířský sál Staroměstské radnice v Praze
- 2003 – Galerie Cristien Pueguot Paříž
- 2006 – Galerie Thuillier Paříž
- 2007 – Galerie Séamet, San Sebastian
- 2016 – Galerie Nová síň Praha